# Слободское (Костромская область)
Слободское — деревня в Солигаличском муниципальном округе Костромской области. Входит в состав Солигаличского сельского поселения

## География
Находится в северо-западной части Костромской области на расстоянии приблизительно 16 км на северо-восток по прямой от города Солигалич, административного центра района.

## История
Была нанесена на карту 1840 года. В 1872 году здесь было отмечено 25 дворов, в 1907 году—26. До 2018 года входила в состав Куземинского сельского поселения.

## Население
Постоянное население составляло 118 человек (1872 год), 159 (1897), 132 (1907), 19 в 2002 году (русские 100 %), 5 в 2022.